# Royal Tunbridge Wells
Royal Tunbridge Wells, doorgaans afgekort tot Tunbridge Wells is een plaats in het bestuurlijke gebied Tunbridge Wells, in het Engelse graafschap Kent. De plaats telt 45.000 inwoners. De naam verwijst naar de geneeskrachtige bronnen waar de plaats zijn ontstaan aan dankt. In de 18e eeuw was het een geliefd kuuroord voor Britten van goede komaf. In 1909 verleende koning Eduard VII de plaats het predicaat Royal. 

## Geboren
- Ottoline Morrell (1873-1938), Britse aristocrate en maecenas
- Victor McLaglen (1886-1959), Brits-Amerikaans bokser en acteur
- Alec McCowen (1925-2017), Brits acteur en toneelregisseur
- Adrian Plass (1948), Britse schrijver
- Gary Barden (1955), Brits zanger
- Shane MacGowan (1957-2023), Iers muzikant
- Charity Wakefield (1981), Brits actrice
- Jonathan Kennard (1985), Brits autocoureur
- Dominic Sherwood (1990), Brits acteur
- Hannah Barnes (1993), wielrenster
- Jonathan Williams (1993), Welsh voetballer
- Emma Corrin (1995), Brits acteur

## Overleden
- Thomas Bayes (1702-1761), Brits wiskundige en presbyteriaans predikant
- Francis Hepburn (1779-1835), Brits majoor-generaal
- William Thomas Brande (1788-1866), Brits chemicus
- Hugh Dowding (1882–1970), Brits officier in de Royal Air Force
- William Hill (1896-1958), Brits atleet en voetballer
- William Sholto Douglas (1893-1969), Brits officier in de Royal Air Force
- Annunzio Paolo Mantovani (1905-1980), Brits dirigent van Italiaanse afkomst
- Danny La Rue (1927-2009), Iers entertainer en dragqueen
- Roger Hargreaves (1935-1988), Brits schrijver en illustrator van kinderboeken

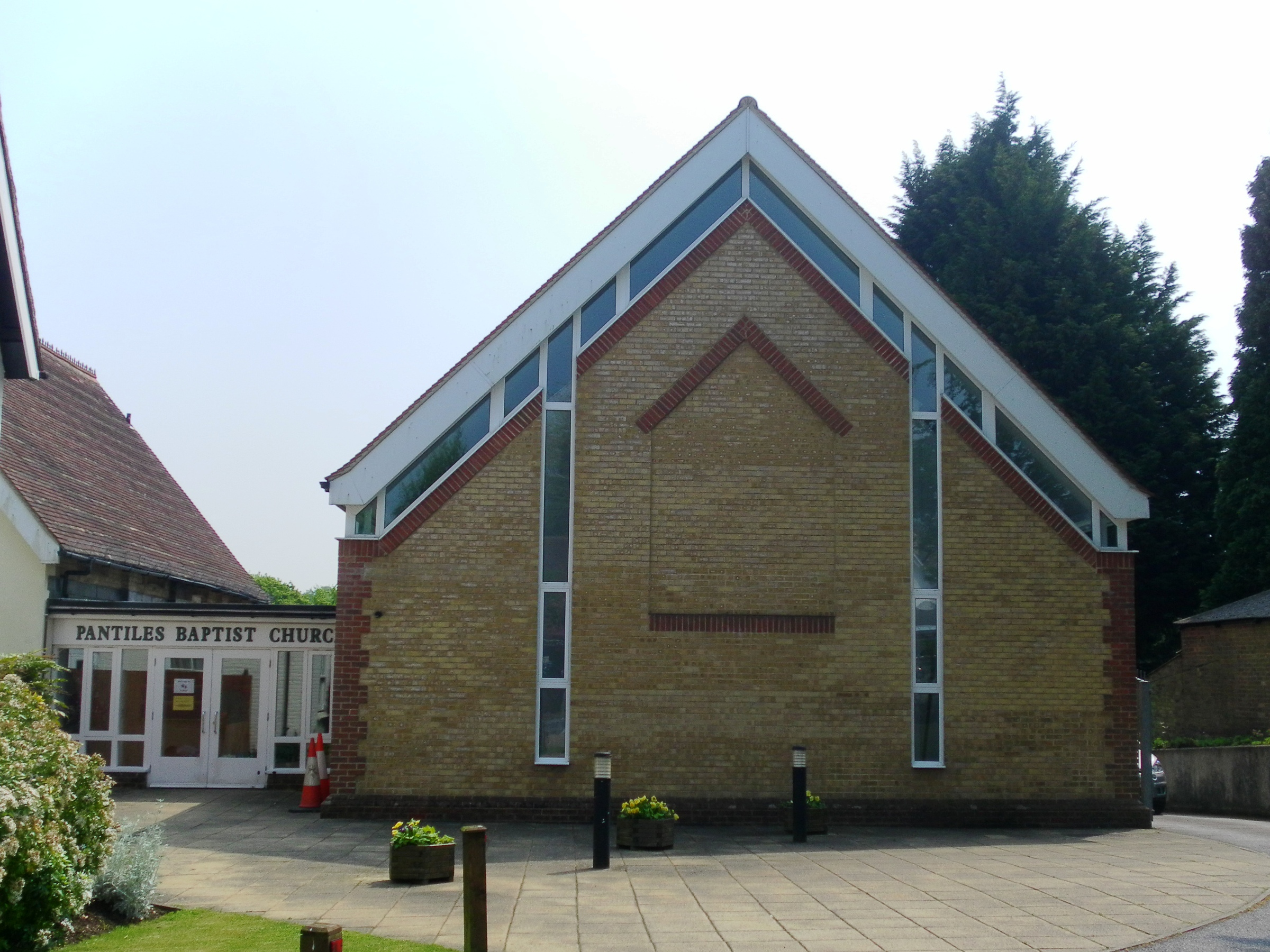
De Strict Baptist chapel in Tunbridge Wells is ontstaan uit een fusie van de voormalige Grove Hill en Rehoboth chapels.